# Temporada de huracanes
Temporada de huracanes es una novela de la escritora mexicana Fernanda Melchor, publicada en 2017 por Random House. La trama narra los hechos alrededor del asesinato de la bruja de La Matosa, un pueblo ficticio sumido en la pobreza a través del cual Melchor explora la violencia y el machismo en la sociedad mexicana.
La obra fue un éxito comercial y crítico, consolidando a Melchor como una de las escritoras latinoamericanas más destacadas de su generación. Entre los reconocimientos que recibió se cuentan el Premio Internacional de Literatura, además de haber sido nominada para el prestigioso Premio Man Booker International.

## Argumento
Un día, un grupo de niños del pueblo de La Matosa encuentran en un canal el cadáver en estado de descomposición de la bruja del pueblo. La bruja era una mujer temida y respetada, a quien todos acudían a pedir ayuda con varios tipos de problemas. Ella vivía en una gran casa descuidada donde realizaba fiestas con los jóvenes del pueblo, a quienes daba dinero a cambio de favores sexuales.
Yesenia era una muchacha que vivía junto a su abuela y sus primas cerca de la bruja. A lo largo de su vida había sentido el rechazo de su abuela en favor de su primo Maurilio (apodado Luismi), a quien Yesenia odiaba porque a pesar de haberse vuelto alcohólico y drogadicto, seguía siendo el favorito de su abuela. Eventualmente Luismi se muda con Chabela, su madre, y Munra, su padrastro. Meses después les llega el rumor de que tenía una mujer y que esperaba un hijo. El día del asesinato, Yesenia ve desde su casa la camioneta de Munra estacionada en la casa de la bruja, luego ve a Luismi junto a otro hombre llevar un bulto al vehículo. Yesenia le cuenta todo a la policía, con la intención de que arresten a su primo.
Munra es arrestado luego de la declaración de Yesenia, pero él asegura no saber nada del asunto. Recuerda que días atrás había llevado a Luismi junto a su mujer, Norma, al hospital luego de que ella empezara a desangrarse y a volar en fiebre. Ambos tienen que huir luego de que servicios infantiles descubre que Norma tenía 13 años. Al día siguiente encuentra a Luismi en el patio observando algo viscoso cubierto de sangre en un hueco, lo que califica como brujería. Luego de recoger a Brando, un amigo de Luismi, le pagan a Munra para que los lleve donde la bruja. Los dos muchachos entran y media hora después sacan un bulto envuelto en tela. Munra decide no preguntar y los lleva a las afueras del pueblo, donde los muchachos tiran el bulto en un canal.
Norma llega originalmente a La Matosa luego de huir de su pueblo tras quedar embarazada de su padrastro, quien la había violado durante años. Luismi la encuentra llorando en un parque y decide llevarla a su casa. Ambos empiezan una relación, aunque Luismi casi nunca quiere tener relaciones sexuales con ella. Cuando Chabela descubre que Norma está embarazada, la lleva con la bruja para que le dé un brebaje para abortar. Los dolores resultan tan fuertes, que en la madrugada Norma se arrastra de la cama y tiene un aborto en medio del patio, que entierra en un hueco. Los días pasan y el dolor y el sangrado no cesan, por lo que va la llevan al hospital y descubren que es menor de edad. Allí los doctores la reprochan constantemente, pero ella se niega a entregar a Luismi.
El padre de Brando los había abandonado a él y a su madre desde que era niño. Brando no aguantaba la religiosidad de su madre, por lo que se junta al grupo de chicos mayores del pueblo, con quienes empieza a beber y a drogarse en casa de la bruja. Ellos le enseñan que la mejor forma de obtener dinero es teniendo sexo con homosexuales, pero a Brando le asquea la idea. Cuando oye cantar a Luismi empieza a tener pensamientos eróticos con él, luego descubre que Luismi tenía una relación amorosa con uno de los hombres que le pagaban. Un día en que estaban borrachos terminan teniendo sexo. Aunque a la mañana siguiente Luismi no dice nada, Brando se obsesiona con el episodio ante el miedo de que Luismi contara lo sucedido, por lo que imagina formas de asesinarlo.
Brando golpea al hombre con quien Luismi tenía una relación, por lo que el hombre desaparece y Luismi queda devastado. Meses después Luismi les cuenta que ahora tiene mujer y que piensa dejar las drogas. Brando continúa obsesionado con Luismi y le propone que le roben a la bruja, quien supuestamente tenía un tesoro, para escapar juntos, aunque en su mente aún piensa en asesinarlo. Luismi se niega, pero luego del aborto de Norma, se convence de que todo es obra de la bruja, por lo que va junto a Brando y Munra a su casa y la golpean hasta que Brando la mata. No encuentran ningún tesoro, por lo que vuelven a sus casas, donde son arrestados horas después. Los policías golpean a Brando para intentar obtener información del tesoro, pero él no sabe nada. Días después llevan a Munra y a Luismi a la celda, ambos con señales de haber sido fuertemente golpeados, donde Brando espera a Luismi lleno de emoción y de odio.

## Composición y estructura

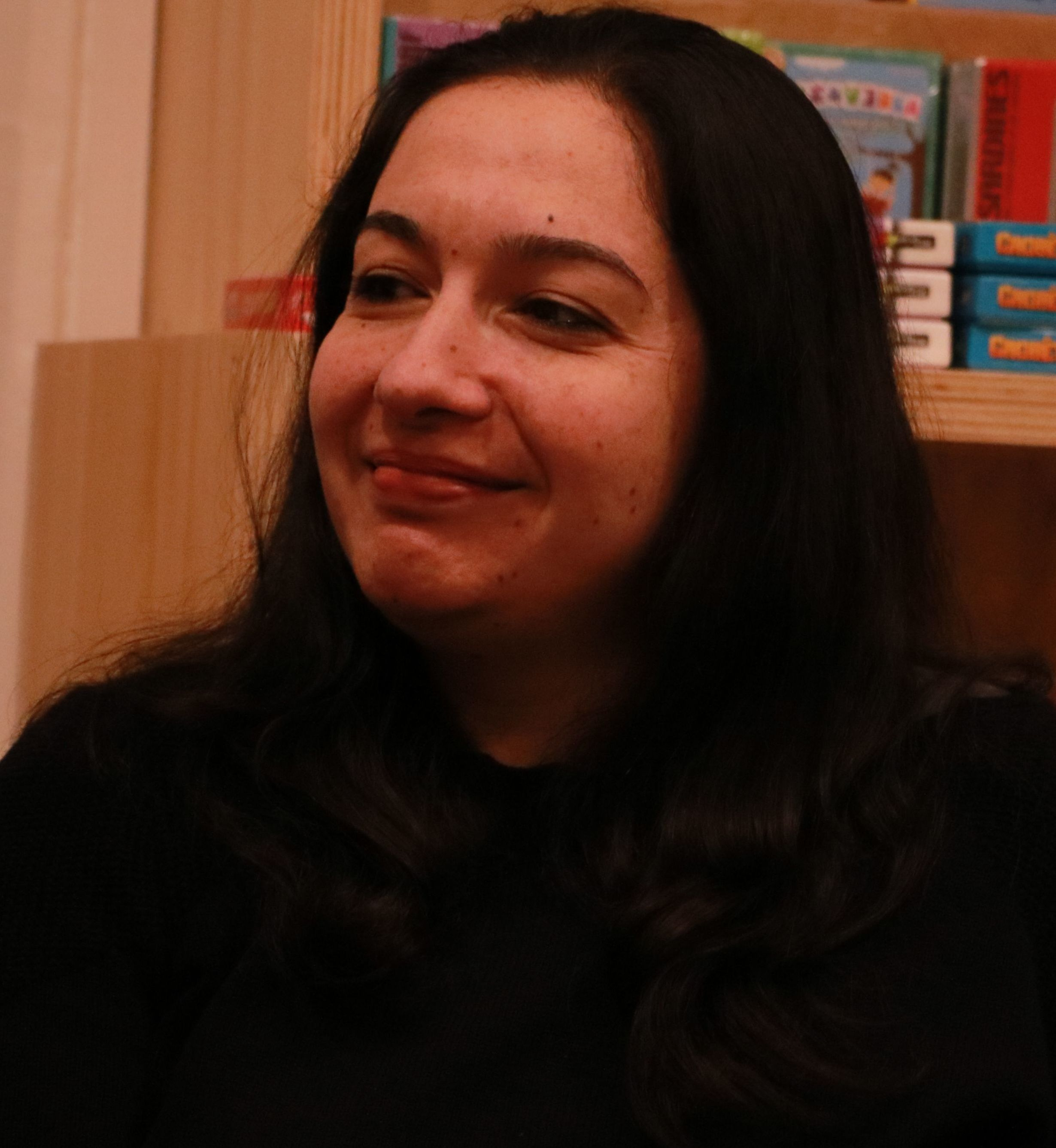
Fernanda Melchor en 2019

La idea de la historia nació luego de que Melchor leyera un reportaje de crónica roja que relataba el asesinato en un pueblo de Veracruz de una mujer cuyo cadáver fue hallado en un canal. El crimen fue cometido por un hombre que aseveraba haber matado a la mujer porque ella habría intentado embrujarlo. Melchor tenía la intención de realizar una investigación sobre el hecho y plasmarlo en una novela parecida a A sangre fría, del estadounidense Truman Capote, pero debido al peligro que hubiese significado el adentrarse a zonas con fuerte presencia de grupos relacionados al narcotráfico, decidió explorar la idea desde la ficción.
La obra está compuesta por ocho capítulos, de los cuales tres son de corta extensión: el introductorio y los dos finales. El resto de capítulos son más largos y narran en detalle la historia de varios de los personajes principales de la novela (un personaje por capítulo) y su relación con el asesinato de la bruja. Los capítulos extensos están formados por un solo bloque de texto sin división de párrafos y están escritos con un lenguaje coloquial que incorpora características de la oralidad mexicana. Este modelo narrativo fue influenciado por la novela El otoño del patriarca, del colombiano Gabriel García Márquez, libro que Melchor menciona en los agradecimientos.
Melchor eligió este modelo luego de que los dos primeros capítulos que escribió tomaron de forma espontánea esta forma de narración intensa sin pausas. A partir de ello, Melchor decidió de forma consciente mantener el estilo en el resto de la obra. Sobre su estado anímico durante el proceso de escritura, la autora aseveró que se hallaba en un momento "muy pesimista" como consecuencia de los problemas de violencia, misoginia y homofobia que la región pasaba en esa época.

## Recepción
El libro fue aclamado por la crítica, en particular por su carácter de retrato de los problemas del México contemporáneo, recibiendo varias menciones como uno de los mejores libros del año. El escritor español Jorge Carrión, escribiendo para The New York Times, incluyó la novela en su lista de los mejores libros iberoamericanos de 2017 y calificó su estilo como "virtuoso, abrumador".
El escritor Antonio Ortuño se refirió positivamente a la novela, caracterizándola como "gran narrativa, ambiciosa, rotunda" y alabando de manera particular la incorporación de lenguaje popular y la exploración de la realidad mexicana. Estos aspectos también fueron elogiados por Edmundo Paz Soldán, quien aseveró que en la prosa de Melchor "las malas palabras, el deseo de nombrar lo obsceno y lo escatológico, se revelan en toda su explosiva belleza" y que señaló el capítulo en que se cuenta la historia de Norma como el mejor de la novela. Por su parte, Dalia Cristerna, escribiendo para El Universal, calificó la novela como un testimonio de la violencia, la corrupción y la pobreza que viven los sectores marginados de la sociedad.
La reseña del diario británico The Guardian, escrita por Anthony Cummins, la calificó como "intensa e inventiva" y como "un brutal retrato de la claustrofobia de los pueblos, en donde el machismo es una prisión y la corrupción no es sólo institucional sino doméstica". Cummins se refirió en gran medida a la violencia de la trama, que tildó de "casi distópica", principalmente en el trato recibido por las mujeres y en las relaciones de poder de los hombres. Esta característica también fue destacada en la reseña de Kirkus Reviews, calificándola como dura sin llegar a ser gratuita. La reseña encomió en particular los capítulos de Norma y Brando y dijo, en relación con Melchor, que "tiene profundas reservas de talento y valor".
El énfasis en el tratamiento que realiza Melchor sobre la violencia fue un constante en la mayoría de críticas. Amanda Dennis, en una reseña escrita en el Los Angeles Review of Books, aseveró que varias de las escenas eran tan brutales que hacían a Truman Capote y a Cormac McCarthy lucir inofensivos, además de afirmar que era justamente esa propensión de Melchor de adentrarse en actos tan violentos lo que la volvía más profunda que la mayoría de la ficción contemporánea. La reseña de The New York Times escrita por Julian Lucas, que calificó a la novela de "impresionante", se refirió al asesinato de la bruja como un evento que la autora "captura en un lenguaje que destila veneno".
La traducción al alemán de la novela ganó el Premio Internacional de Literatura en su edición de 2019. En su decisión, el jurado aseveró que Melchor escribió "la novela de la pobreza en el capitalismo global del siglo XXI, la novela de la violencia contra las mujeres, contra los homosexuales, contra los débiles, nacida de la pobreza; la novela de la lucha despiadada de los débiles contra los aún más débiles y contra sí mismos".
A finales de 2019, el diario español El País la ubicó en el puesto 28 en su lista de los 100 mejores libros del siglo XXI.

## Adaptación fílmica
En abril del 2022, Netflix compartió a través de sus redes sociales que, a finales del año, estrenarían una adaptación de la novela dirigida por Elisa Miller. La película, protagonizada por Paloma Alvamar, Edgar Treviño, Katia Rigoni, Ernesto Meléndez, y Andrés Córdova y filmada en Tabasco, fue parte de la selección oficial de películas mexicanas en el Festival Internacional de Cine de Moreliay tuvo su estreno en dicho festival. 